# CF Montréal
CF Montréal är en professionell fotbollsklubb i Montreal i Québec i Kanada som spelar i Major League Soccer (MLS). Klubben deltar även i Canadian Championship, en cup där ett antal kanadensiska klubbar gör upp om vilken klubb som får representera landet i Concacaf Champions League. Hemmamatcherna spelas på Stade Saputo och, när det gäller vissa utvalda matcher, på Montreals gamla olympiastadion Stade Olympique.
Klubben hette fram till januari 2021 Montreal Impact (franska: Impact de Montréal).
Klubbens färger är blått och svart.
Montréal har aldrig vunnit ligamästerskapet MLS Cup och inte heller Supporters' Shield, som tilldelas klubben som tagit flest poäng i grundserien. Däremot har klubben fyra gånger vunnit Canadian Championship.

## Historia

### Montreal Impact (2010–2021)
Klubben grundades den 7 maj 2010 när MLS offentliggjorde att Montreal hade tilldelats en klubb i ligan, vilken skulle börja spela 2012. Klubben antog namnet Montreal Impact, på franska Impact de Montréal, samma namn som på en klubb som hade funnits i staden sedan 1992.

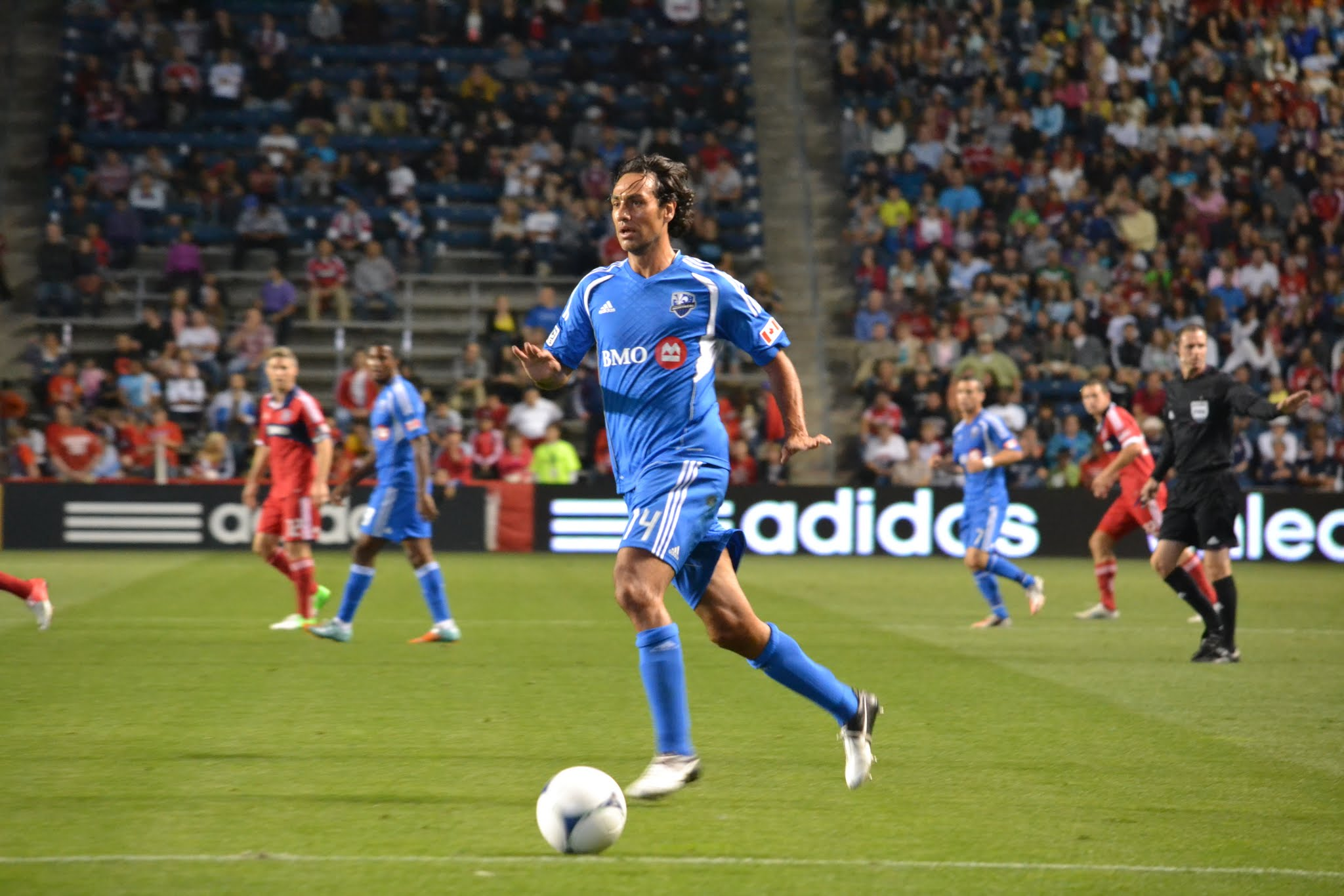
Alessandro Nesta var en av klubbens första stora värvningar.

Klubben anlitade i augusti 2011 amerikanen Jesse Marsch som klubbens första huvudtränare och senare samma höst påbörjades en utbyggnad av hemmaarenan Stade Saputo som höjde publikkapaciteten till drygt 20 000 åskådare. Debuten i MLS skedde den 10 mars 2012 med en förlust borta mot Vancouver Whitecaps med 0–2. En vecka senare spelade klubben sin första hemmamatch i MLS på Stade Olympique, då Stade Saputo ännu inte var färdigbyggd. Publiksiffran 58 912 var den högsta någonsin för proffsfotboll i Montreal. I matchen kom klubbens första MLS-mål genom Davy Arnaud. Den 7 april kom den första segern i MLS då man besegrade Toronto med 2–1 och den 12 maj slog man alla tiders publikrekord för proffsfotboll i Kanada när 60 860 åskådare kom till Stade Olympique för att se matchen mot Los Angeles Galaxy. Under sommaren blev två italienska storspelare klara för klubben i Marco Di Vaio och Alessandro Nesta (i klubben fanns redan landsmännen Matteo Ferrari och Bernardo Corradi) samtidigt som man kunde öppna Stade Saputo efter utbyggnaden. Montreal kom 2012 på sjunde plats av tio i Eastern Conference efter tolv vinster, 16 förluster och sex oavgjorda matcher och missade slutspelet.
Montreal fick en ny huvudtränare 2013 i schweizaren Marco Schällibaum, som ledde klubben till seger i Canadian Championship efter att ha spelat 2–2 sammanlagt mot Vancouver Whitecaps i finalen och vunnit tack vare bortamålsregeln. Segern kvalificerade klubben för Concacaf Champions League säsongen 2013/14. Där åkte man ut i gruppspelet på målskillnad. I MLS kom klubben femma i Eastern Conference med 14 vinster, 13 förluster och sju oavgjorda matcher och knep den sista slutspelsplatsen, men i slutspelet blev det respass direkt mot Houston Dynamo efter förlust med 0–3. Alessandro Nesta slutade efter säsongen.
Inför den tredje säsongen i MLS gjorde Montreal klart med sin tredje huvudtränare, amerikanen Frank Klopas. Under försommaren 2014 vann klubben för andra året i rad Canadian Championship efter en del dramatik. Man vann semifinalen över Edmonton tack vare en straff i 96:e minuten av den andra matchen och finalen mot Toronto avgjordes först med ett Montreal-mål i 91:a minuten av den andra matchen. Segern gav en plats i Concacaf Champions League säsongen 2014/15, där Montreal under hösten vann sin grupp och gick vidare till slutspelet, vilket hölls i början av nästa år. I MLS gick det desto sämre; Montreal kom tia och sist i Eastern Conference med bara 28 poäng på 34 matcher. Efter säsongen avslutade Marco Di Vaio karriären.

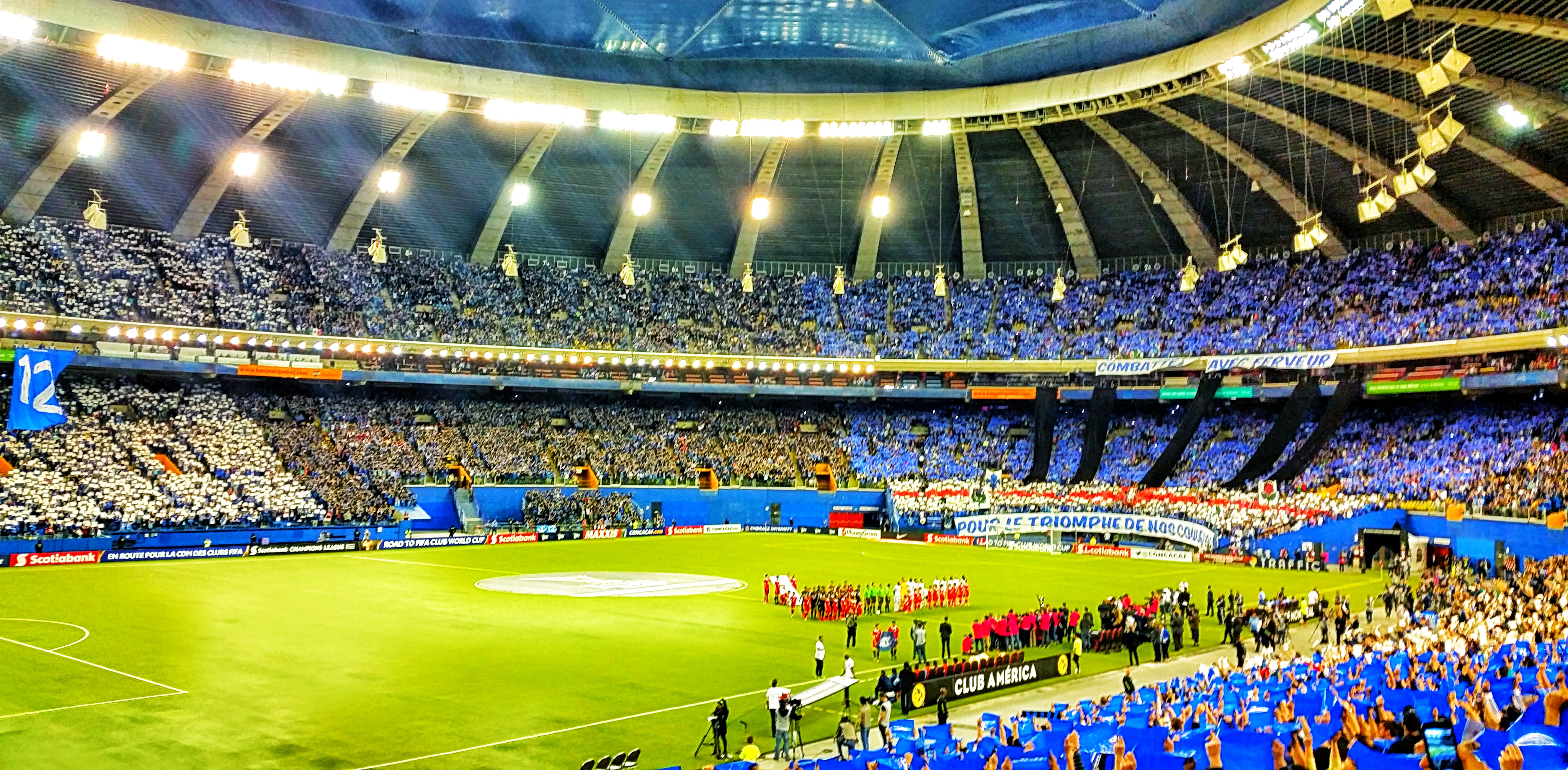
Inför den andra finalmatchen i Concacaf Champions League säsongen 2014/15 mellan Montreal och Club América på Stade Olympique.

2015 års säsong inleddes med att Montreal avancerade till semifinal i Concacaf Champions League efter en dramatisk seger över Pachuca från Mexiko efter flest gjorda bortamål (3–3 totalt). I semifinalen besegrades sedan Alajuelense från Costa Rica, igen efter flest gjorda bortamål (4–4 totalt). Det var första gången som en kanadensisk klubb gick till final i turneringen och bara den andra gången som en klubb från MLS gjorde det. Mexikanska storklubben Club América blev dock en för svår motståndare i finalen. Efter starka 1–1 borta föll Montreal hemma med 2–4 i en match där man satte klubbrekord med 61 004 åskådare. I slutet av juli gjorde klubben klart med den mycket välmeriterade ivorianen Didier Drogba. En månad senare förlorade man finalen i Canadian Championship mot Vancouver Whitecaps och kort tid efter det fick Frank Klopas sparken som tränare och ersattes av kanadensaren Mauro Biello. Tack vare en stark avslutning slutade Montreal trea i Eastern Conference med 15 segrar, 13 förluster och sex oavgjorda matcher, vilket var klubbens dittills bästa ligaplacering. En starkt bidragande orsak var Drogba, som gjorde elva mål på elva ligamatcher efter sin ankomst. I slutspelet slog Montreal först ut Toronto och blev därmed den första kanadensiska klubben i MLS-historien att vinna en slutspelsmatch. I konferens-semifinalen mot Columbus Crew blev det dock förlust med totalt 3–4 där matchserien avgjordes efter förlängning.
Montreal gick till slutspel även 2016 med en femteplats i konferensen efter elva vinster, elva förluster och tolv oavgjorda matcher. DC United besegrades borta med 4–2 i första omgången, vilket var första gången som en kanadensisk klubb vann en slutspelsmatch på bortaplan i MLS:s historia. Därefter slog man ut New York Red Bulls i konferens-semifinalen med totalt 3–1. Ingen annan MLS-klubb från Kanada hade tidigare gått till en konferens-final. Bara några dagar senare kopierade Toronto den bedriften och stod därmed för motståndet. Första matchen slutade 3–2 till Montreal, men i returen var siffrorna de omvända efter 90 minuter och det krävdes förlängning för att skilja lagen åt. Där gjorde Toronto två mål och gick som första kanadensiska klubb till ligafinalen MLS Cup. Didier Drogba lämnade klubben efter säsongen.
2017 års MLS-säsong gick upp och ned för Montreal, men efter att ha förlorat nio av de tio sista matcherna hamnade klubben på nionde plats av elva i Eastern Conference med elva segrar, 17 förluster och sex oavgjorda matcher. I Canadian Championship nådde Montreal final mot Toronto och spelade 1–1 hemma. I returen vann dock Toronto med 2–1, där segermålet kom i 95:e minuten.

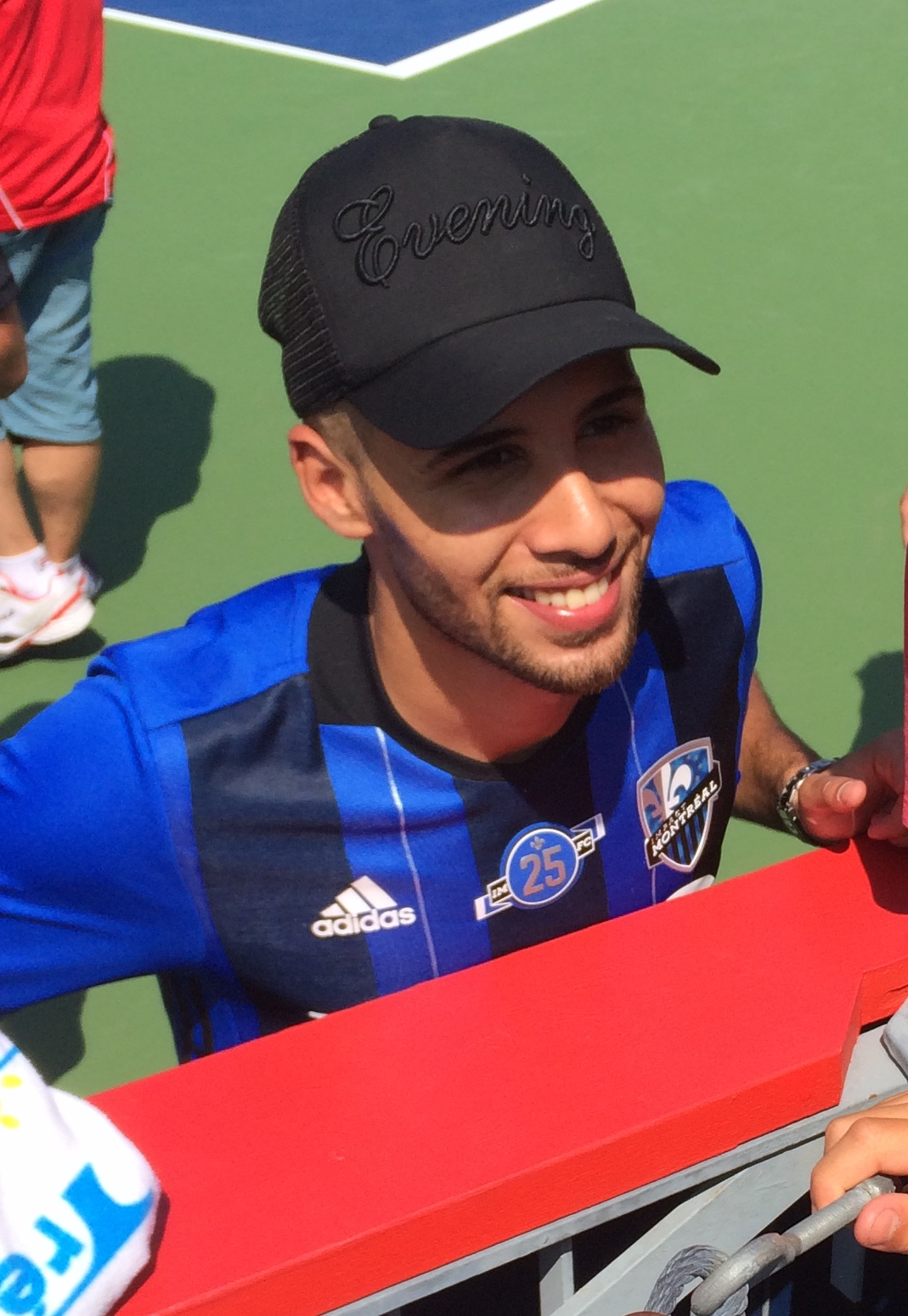
Saphir Taïder i Montreal Impacts dräkt 2018.

Ny tränare inför 2018 års säsong blev fransmannen Rémi Garde. På spelarsidan tillkom bland andra den algeriska landslagsspelaren Saphir Taïder och, senare under säsongen, fransmannen Bacary Sagna. Montreal slutade säsongen som sjua i konferensen med 14 vinster, 16 förluster och fyra oavgjorda matcher, och missade precis att vara bland de sex klubbar som gick till slutspel.
Under sommaren 2019 blev den före detta Barcelona-spelaren Bojan Krkić klar för Montreal. Ett par veckor senare fick Rémi Garde sparken och ersattes tillfälligt av colombianen Wílmer Cabrera. Montreal tog hem Canadian Championship 2019 för första gången på fem år. I finalen besegrades Toronto med 1–0 i första matchen hemma men i returen var det Toronto som vann med samma resultat, varför straffsparksläggning fick tilltas. Där var Montreal-spelarna bäst och satte alla sina tre straffar medan motståndarna missade tre av sina fyra. I MLS blev det en niondeplats, av tolv klubbar i konferensen, med tolv vinster, 17 förluster och fem oavgjorda matcher. I november blev den gamla storspelaren Thierry Henry klar som ny tränare för klubben.
Bacary Sagna återkom inte 2020 och inte heller argentinaren Ignacio Piatti, som spelat för klubben sedan sommaren 2014 och var klubbens främsta målgörare genom tiderna med 78 mål, varav 66 i grundserien i MLS. Tack vare segern i Canadian Championship föregående säsong spelade Montreal i Concacaf Champions League 2020, där man i åttondelsfinalen slog ut Deportivo Saprissa från Costa Rica efter 2–2 borta och 0–0 hemma. I kvartsfinalen mötte man Olimpia från Honduras, som vann första matchen i Montreal med 2–1, men innan returen hann spelas beslutade Concacaf att skjuta upp resterande matcher i turneringen på grund av coronaviruspandemin. Samtidigt gjorde MLS detsamma efter bara två omgångar. MLS kom igång igen i början av juli med MLS is Back Tournament, där Montreal kom trea av fyra klubbar i Grupp C men åkte ut i åttondelsfinalen mot Orlando City med 0–1. På grund av reserestriktioner under pandemin tvingades Montreal från och med slutet av september spela sina hemmamatcher i USA, på Red Bull Arena i New Jersey, New York Red Bulls hemmaarena. Till slut blev det en niondeplats i Eastern Conference för klubben efter åtta vinster, 13 förluster och två oavgjorda. I slutspelets första omgång åkte man sedan ut mot New England Revolution med 1–2 efter att ha släppt in det avgörande målet i 95:e minuten. I mitten av december spelades andra matchen i klubbens kvartsfinal i Concacaf Champions League på neutral plan i Orlando, men man lyckades trots seger med 1–0 inte vända underläget mot Olimpia som gick vidare på bortamålsregeln efter 2–2 sammanlagt. Canadian Championship skulle på grund av coronaviruspandemin avgöras direkt i en final, dit Toronto kvalificerade sig genom att ha bäst resultat i MLS:s grundserie mot de andra kanadensiska klubbarna. Montreal valde att inte förlänga kontraktet med bland andra Bojan Krkić.

### CF Montréal (2021–)
I januari 2021 bytte klubben namn till Club de Foot Montréal, förkortat CF Montréal. Drygt en månad senare sade Henry upp sig som tränare av familjeskäl och han ersattes av landsmannen Wilfried Nancy, som befordrades från jobbet som assisterande tränare. Klubben fick inleda 2021 års MLS-säsong med att spela sina "hemmamatcher" på DRV PNK Stadium i Fort Lauderdale i Florida, Inter Miamis hemmaarena, på grund av coronaviruspandemin. Först i augusti kunde man återvända permanent till Stade Saputo i Montreal. Klubben slutade tia i Eastern Conference, med tolv vinster och lika många förluster samt tio oavgjorda, och missade slutspelet. Däremot tog klubben hem sin fjärde titel i Canadian Championship efter seger med 1–0 i finalen över Toronto.

## Säsonger
| Major League Soccer | Major League Soccer | Major League Soccer | Major League Soccer | Canadian Championship | Canadian Championship | Champions League | Champions League | Leagues Cup | Leagues Cup     |
| Säsong              | Konferens           | Placering           | Slutspel            | Säsong                | Resultat              | Säsong           | Resultat         | Säsong      | Resultat        |
| ------------------- | ------------------- | ------------------- | ------------------- | --------------------- | --------------------- | ---------------- | ---------------- | ----------- | --------------- |
| 2012                | Eastern             | 7:a (av 10)         | Ej kvalificerad     | 2012                  | Semifinal             | 2012/13          | Ej kvalificerad  |             |                 |
| 2013                | Eastern             | 5:a (av 10)         | Utslagsomgången     | 2013                  | Mästare               | 2013/14          | Gruppspel        |             |                 |
| 2014                | Eastern             | 10:a (av 10)        | Ej kvalificerad     | 2014                  | Mästare               | 2014/15          | Final            |             |                 |
| 2015                | Eastern             | 3:a (av 10)         | Kvartsfinal         | 2015                  | Final                 | 2015/16          | Ej kvalificerad  |             |                 |
| 2016                | Eastern             | 5:a (av 10)         | Semifinal           | 2016                  | Semifinal             | 2016/17          | Ej kvalificerad  |             |                 |
| 2017                | Eastern             | 9:a (av 11)         | Ej kvalificerad     | 2017                  | Final                 |                  |                  |             |                 |
| 2018                | Eastern             | 7:a (av 11)         | Ej kvalificerad     | 2018                  | Semifinal             | 2018             | Ej kvalificerad  |             |                 |
| 2019                | Eastern             | 9:a (av 12)         | Ej kvalificerad     | 2019                  | Mästare               | 2019             | Ej kvalificerad  | 2019        | Ej inbjuden     |
| 2020                | Eastern             | 9:a (av 14)         | Kvalomgången        | 2020                  | Ej kvalificerad       | 2020             | Kvartsfinal      | 2020        | Inställd        |
| 2021                | Eastern             | 10:a (av 14)        | Ej kvalificerad     | 2021                  | Mästare               | 2021             | Ej kvalificerad  | 2021        | Ej kvalificerad |

## Spelartrupp
| 1  | Kanada | Sebastian Breza | 15 mars 1998     | Bologna (-21)            |
| 25 | USA    | Logan Ketterer  | 9 november 1993  | El Paso Locomotive (-22) |
| 41 | Kanada | James Pantemis  | 21 februari 1997 | Lakeshore (-14)          |

| 3  | Kanada    | Kamal Miller            | 16 maj 1997       | Austin (-21)           |
| 4  | Frankrike | Rudy Camacho            | 5 mars 1991       | Waasland-Beveren (-18) |
| 5  | Italien   | Gabriele Corbo          | 11 januari 2000   | Bologna (-22)          |
| 15 | Kanada    | Zachary Brault-Guillard | 30 december 1998  | Lyon (-19)             |
| 16 | Kanada    | Joel Waterman           | 24 januari 1996   | Cavalry (-20)          |
| 19 | Kanada    | Zorhan Bassong          | 7 maj 1999        | Cercle Brügge (-21)    |
| 22 | Kanada    | Alistair Johnston       | 8 oktober 1998    | Nashville SC (-22)     |
| 24 | Kanada    | Karifa Yao              | 28 september 2000 | Étoiles de l'Est (-17) |
| 26 | Island    | Róbert Orri Thorkelsson | 3 april 2002      | Breidablik (-21)       |
| 33 | Kanada    | Keesean Ferdinand       | 17 augusti 2003   | CF Montréal            |

| 2  | Kenya     | Victor Wanyama      | 25 juni 1991     | Tottenham Hotspur (-20)  |
| 6  | Kanada    | Samuel Piette       | 12 november 1994 | Izarra (-17)             |
| 7  | Egypten   | Ahmed Hamdi         | 10 februari 1998 | El Gouna (-21)           |
| 8  | USA       | Djordje Mihailovic  | 10 november 1998 | Chicago Fire (-21)       |
| 10 | Argentina | Joaquin Torres      | 28 januari 1997  | Newell's Old Boys (-21)  |
| 11 | USA       | Matko Miljevic      | 9 maj 2001       | Argentinos Juniors (-21) |
| 18 | Kanada    | Rida Zouhir         | 23 november 2003 | CF Montréal              |
| 21 | Finland   | Lassi Lappalainen   | 24 augusti 1998  | Bologna (-19)            |
| 28 | Kanada    | Ismaël Koné         | 6 juni 2002      | Saint-Laurent (-21)      |
| 29 | Kanada    | Mathieu Choinière   | 7 februari 1999  | CF Montréal              |
| 34 | Kanada    | Tomas Giraldo       | 8 mars 2003      | CF Montréal              |
| 35 | Kanada    | Jean-Aniel Assi     | 12 augusti 2004  | CF Montréal              |
| 36 | Kanada    | Nathan-Dylan Saliba | 7 februari 2004  | CF Montréal              |

| 9  | Norge        | Björn Johnsen  | 6 november 1991  | Ulsan Hyundai (-21)    |
| 11 | USA          | Mason Toye     | 16 oktober 1998  | Minnesota United (-20) |
| 14 | Nigeria      | Sunusi Ibrahim | 1 oktober 2002   | 36Lion (-21)           |
| 23 | Sierra Leone | Kei Kamara     | 1 september 1984 | IFK Helsingfors (-22)  |
| 30 | Honduras     | Romell Quioto  | 9 augusti 1991   | Houston Dynamo (-20)   |

### Utlånade spelare
| Nr | Land | Pos | Namn |
| -- | ---- | --- | ---- |

## Tränare
Klubben har haft följande huvudtränare:
| Tränare              | Säsong(er) | Källa  |
| -------------------- | ---------- | ------ |
| Jesse Marsch         | 2012       | [ 8 ]  |
| Marco Schällibaum    | 2013       | [ 18 ] |
| Frank Klopas         | 2014–2015  | [ 23 ] |
| Mauro Biello         | 2015–2017  | [ 33 ] |
| Rémi Garde           | 2018–2019  | [ 42 ] |
| Wílmer Cabrera (tf.) | 2019       | [ 46 ] |
| Thierry Henry        | 2020       | [ 48 ] |
| Wilfried Nancy       | 2021–      | [ 62 ] |